# Жаба чорноплямиста
Жаба чорноплямиста (Pelophylax nigromaculatus) — вид земноводних родини жаб'ячих (Ranidae). Поширений у Південно-Східній Азії. Мешкає переважно в рівнинних водоймах. Один із 25 видів роду зелених жаб (Pelophylax).

## Опис
Максимальна довжина тіла дорівнює 9,7 см. Спина між добре вираженими спинно-бічними складками вкрита тонкими короткими поздовжніми шкірними реберцями. Задні кінцівки (гомілки) трохи укорочені. Внутрішній п'ятковий горб високий, напівкруглий, з гострим краєм, як у ставкової жаби. Самці наділені парними зовнішніми бічними резонаторами. На першому пальці в них розвивається темно-сірий шлюбний мозоль.
Зверху зеленого, сіро-оливкового або коричневого кольору різних відтінків з численними великими темними плямами і світлою (від білої до зеленуватої) смугою уздовж середини спини. Спинно-бічні складки світлого, іноді бронзового відтінку або зеленуваті. Знизу білого кольору. У частини особин горло плямисте. Самиці пофарбовані більш контрастно, ніж самці.

## Поширення
Ареал охоплює Корейський півострів (Народно-Демократична Республіка, Республіка Корея), Японію (Хонсю, Кюсю, Сікоку, Хоккайдо), Китай (крім північного заходу, Тибету і самого півдня країни), Туркменістан (інтродукований). Північна межа проходить по річці Амур в Хабаровському краї, у Приморському краї населяє рівнинну частину басейну р. Уссурі (Російська Федерація).

## Особливості біології

### Місця перебування
Населяє рівнинну частину в зоні широколистяних і кедрово-широколистяних лісів, у лісостепових і степових місцевостях. Тісно пов'язана з водоймами, від яких далеко не йде, найчастіше тримається біля берега на відстані 2—3 м. Населяє різноманітні водойми зі стоячою водою, ставки, озера, стариці річок, великі калюжі і канави тощо. Часто трапляється в долинних і заплавних водоймах, як лісових (але не в глибині масиву), так й відкритих, а також у водоймах серед чагарнику. Досить звичайна на заливних заплавних і рівнинних луках з густою високою травою, зокрема на морському узбережжі. Скрізь віддає перевагу ділянкам з водною рослинністю.

### Сезонна активність
Активність цілодобова — рухлива вдень і вночі, особливо в затінених місцях та густій траві. У спеку може ховатися і проявляти активність переважно у нічний час (особливо на сухих відкритих ділянках). Здатна зариватися у пухкий ґрунт, використовуючи великі п'яткові горби.
На зимівлю йде у середині вересня — на початку жовтня. Зимує у воді на глибині до 2 м під шаром мулу. Найчастіше вибирає великі стоячі водойми з великим шаром мулу, рідше проточні. Міграції цьоголіток до місць зимівлі відзначені наприкінці вересня при температурі повітря вдень близько 12—15 °С. Навесні пробуджується в травні. Через 2—3 діб починаються «шлюбні концерти» самців.

### Розмноження. Розвиток
Статева зрілість настає у віці 2 років при довжині тіла 5,2—6 см. Період розмноження припадає на другу половину травня — першу половину червня. Парування відбувається найчастіше на мілководді (на глибині 25—30 см). Самиця відкладає 1100—3700 ікринок з діаметром яйцеклітини 1,5—2,2 мм. Кладки ікри зазвичай розташовуються неглибоко (5—10 см).
Ембріональний розвиток триває близько 3 діб, при похолоданні 5—6 діб. Метаморфоз настає через 80 діб після відкладання ікри, зазвичай на початку серпня. Пуголовки завдовжки 7 см (з хвостом). На ротовом диску зубчики утворюють 3 рядки вище і нижче дзьоба. Цьоголітки з'являються на початку серпня при довжині тіла близько 2,5 см.

### Живлення
Полює переважно на суходолі. Живиться комахами, здебільшого жуками, гусінню метеликів, прямокрилими, двокрилими, перетинчастокрилими.

## Охорона
Стан більшості природних популяцій виду в межах ареалу залишається більш-менш стабільним. Саме тому він, згідно з Червоним списком МСОП, отримав охоронний статус «відносно благополучний вид». Трапляється на кількох природно-заповідних територіях.